# 喬治亞政治
喬治亞是一個議會制的多黨制民主國家，喬治亞總統是國家元首，喬治亞總理則是政府領導人。立法權由政府和國會所有。喬治亞國內有阿布哈茲、阿扎爾兩個自治共和國及南奧塞梯自治州，其中阿布哈茲和南奧塞梯單方面宣布獨立，但喬治亞拒絕承認。現在喬治亞國內有實施君主立憲制的討論。